# Pohřební a pietní místa první světové války (západní fronta)
Pohřební a pietní místa první světové války (západní fronta) je název jedné ze sdílených památek Světového dědictví UNESCO na území Francie a Belgie. Sestává z 139 lokalit v obou státech. Na seznamu UNESCO jsou od července 2023. Nacházejí se v belgických provinciích Západní Flandry, Henegavsko, Lutych, Lucemburk, Namur a francouzských regionech Hauts-de-France, Grand Est a Île-de-France. Patří mezi ně mimo jiné i např. Československý vojenský hřbitov La Targette.
Zapsání na seznam UNESCO bylo doprovozeno průvodním textem: „Po celé západní frontě první světové války, která se táhla v délce asi 700 km od Severního moře k francouzsko-švýcarské hranici, řada 139 pohřebních a pamětních míst svědčí o společné touze různých stran zapojených do konfliktu uctít své děti, které padly v bitvě. Tento cíl má podobu jednotlivých hrobů a/nebo pomníků se jmény pohřešovaných. Speciálně vytvořená místa jsou věnovaná meditaci, vzpomínkám a poctám. Kromě rozmanitosti ve velikosti, umístění a designu existuje jasná touha vytvořit prostory, které jsou hodné oběti. To se odráží jak ve výběru ušlechtilých materiálů, tak i v zapojení renomovaných architektů, botaniků, zahradních architektů a umělců, aby navrhli místa výjimečné architektonické, umělecké a krajinářské kvality. Tato místa denně navštěvují poutníci, individuální návštěvníci, oficiální delegace, školní skupiny, zástupci místních komunit a potomci padlých. Vydávají svědectví o pohřebních a vzpomínkových praktikách, které jsou aktuální i dnes, protože pozůstatky objevené náhodně nebo při archeologických vykopávkách jsou zde stále se všemi poctami pohřbívány. Tato pamětní místa představují dědictví, které patří téměř doslova celému světu a šíří stále aktuální poselství o usmíření.“

## Fotogalerie

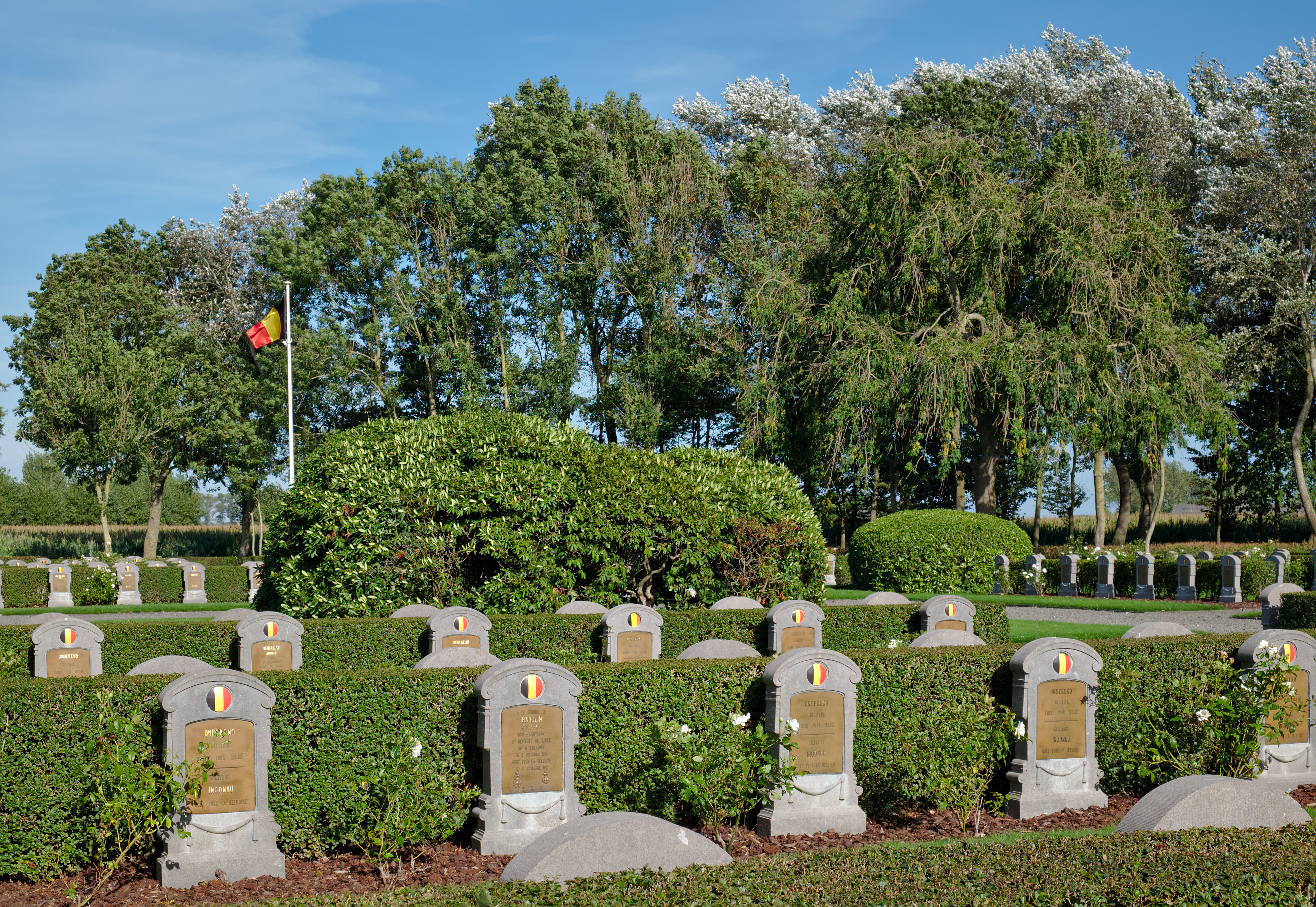
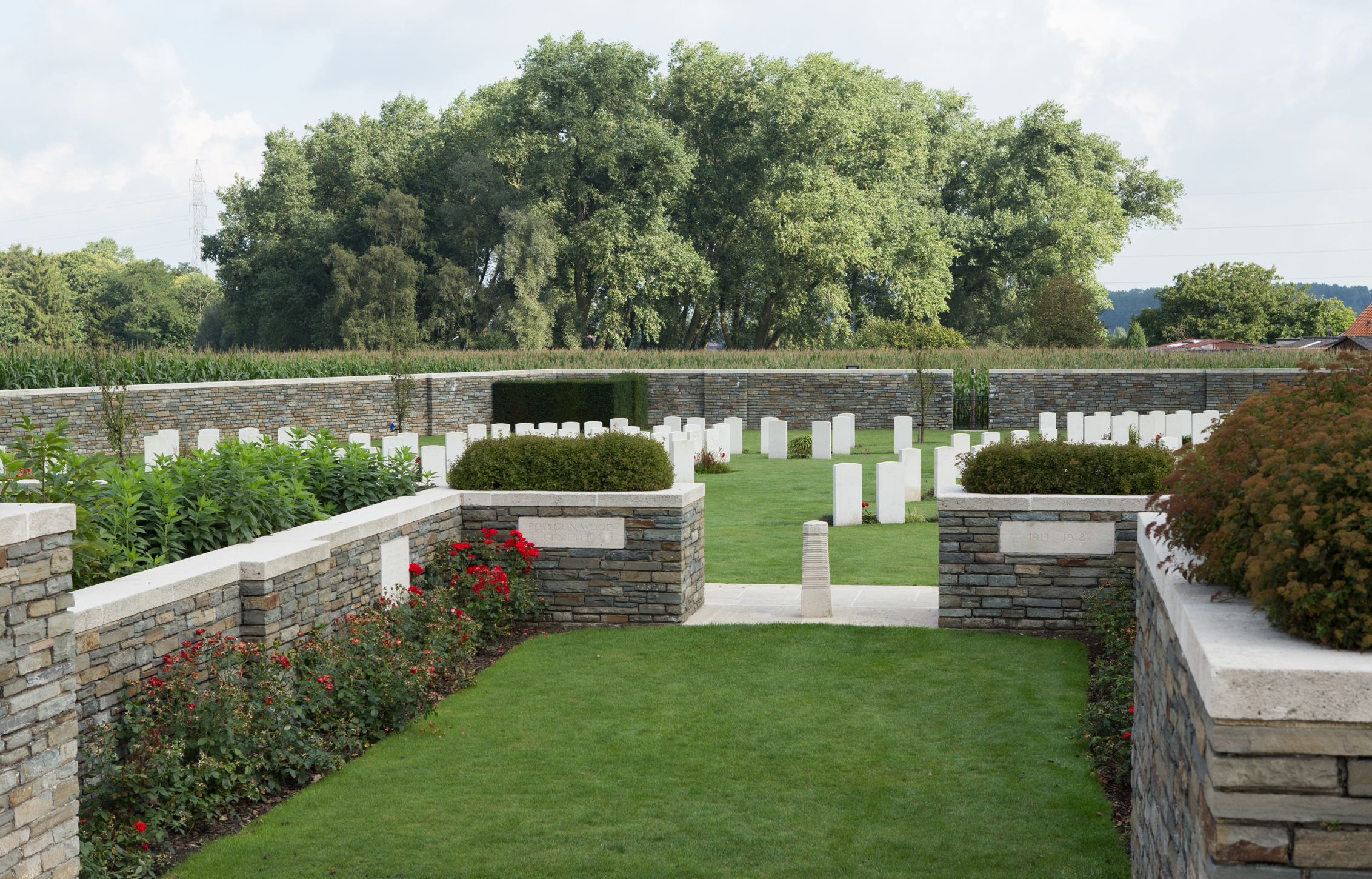
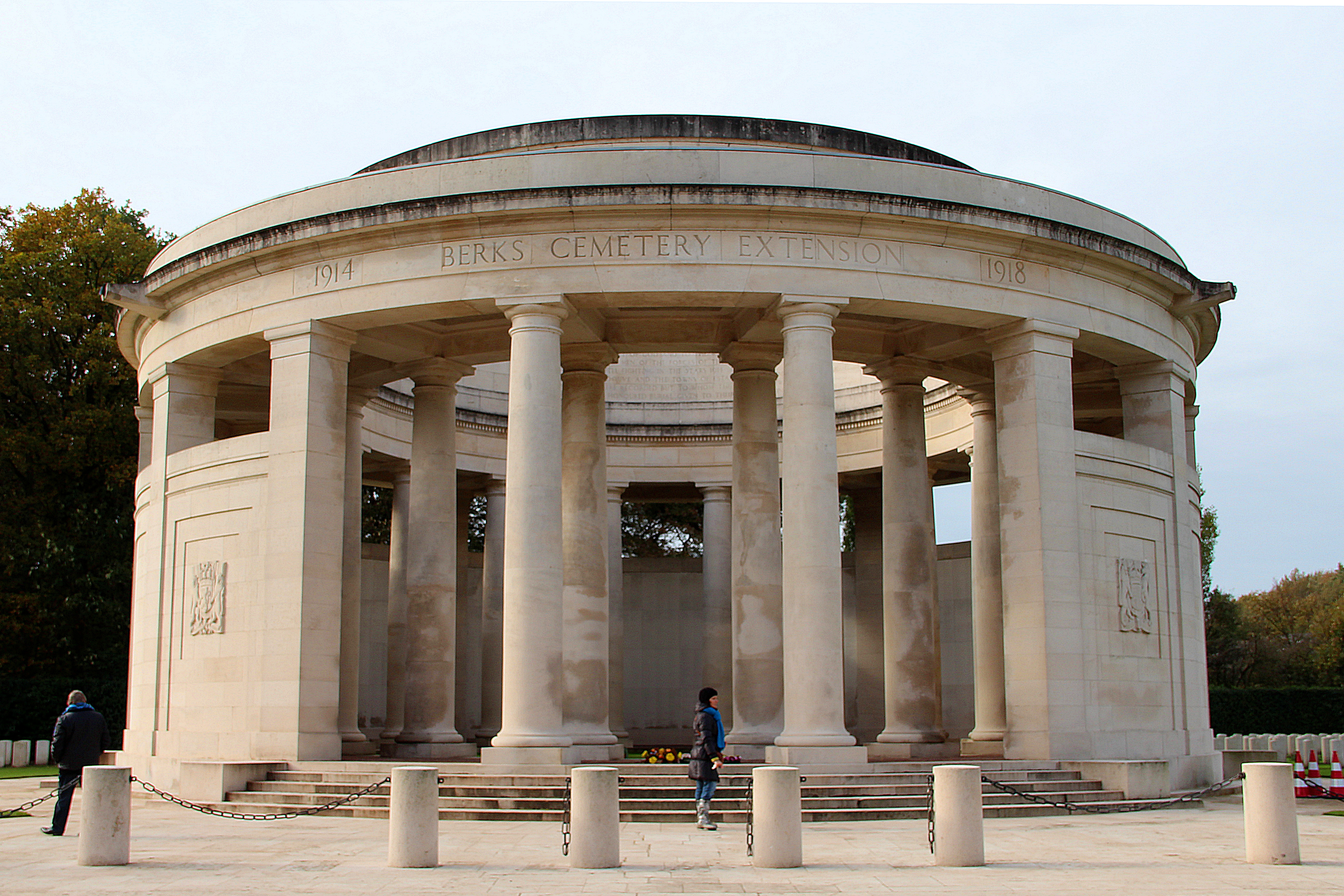
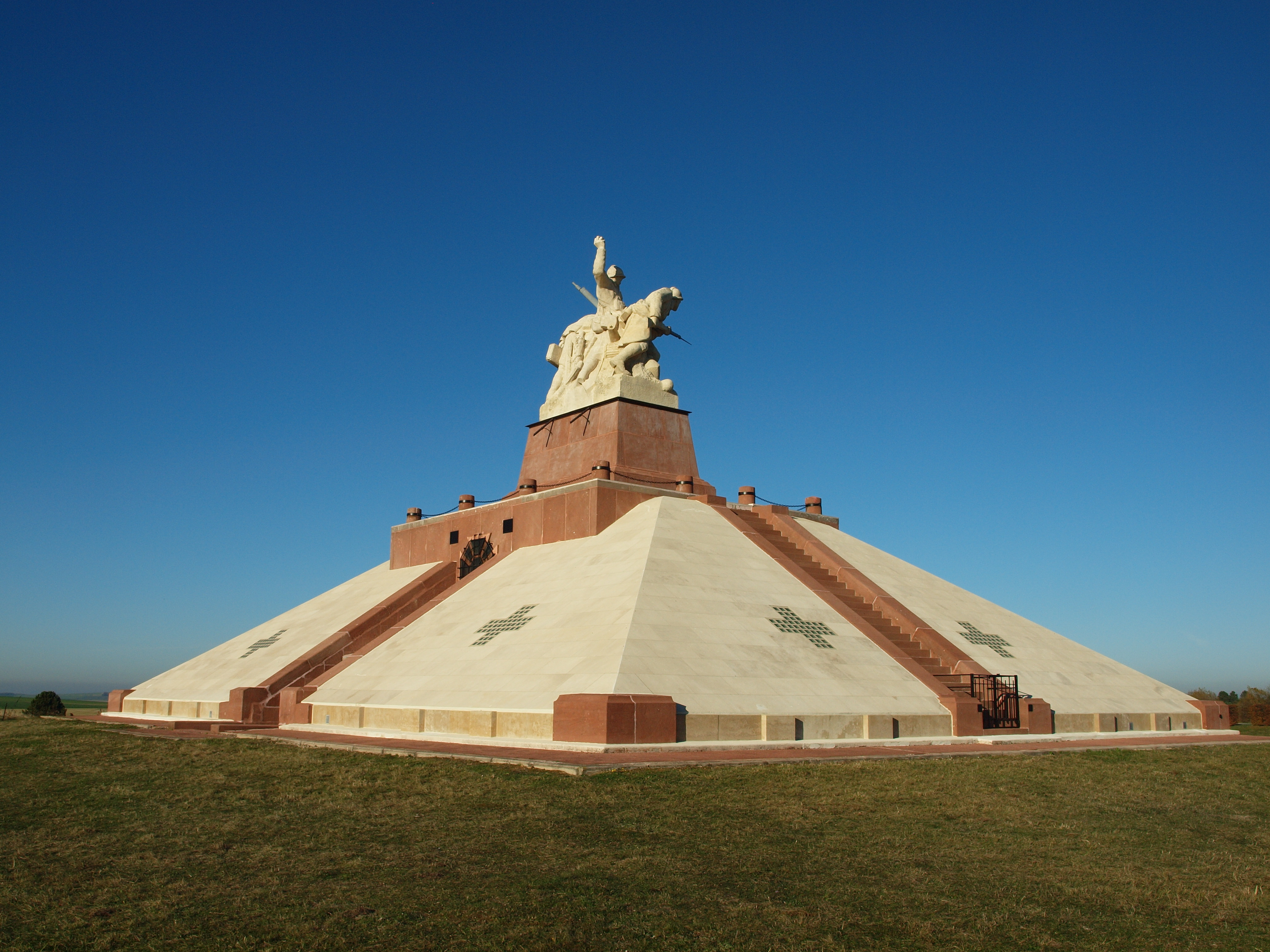
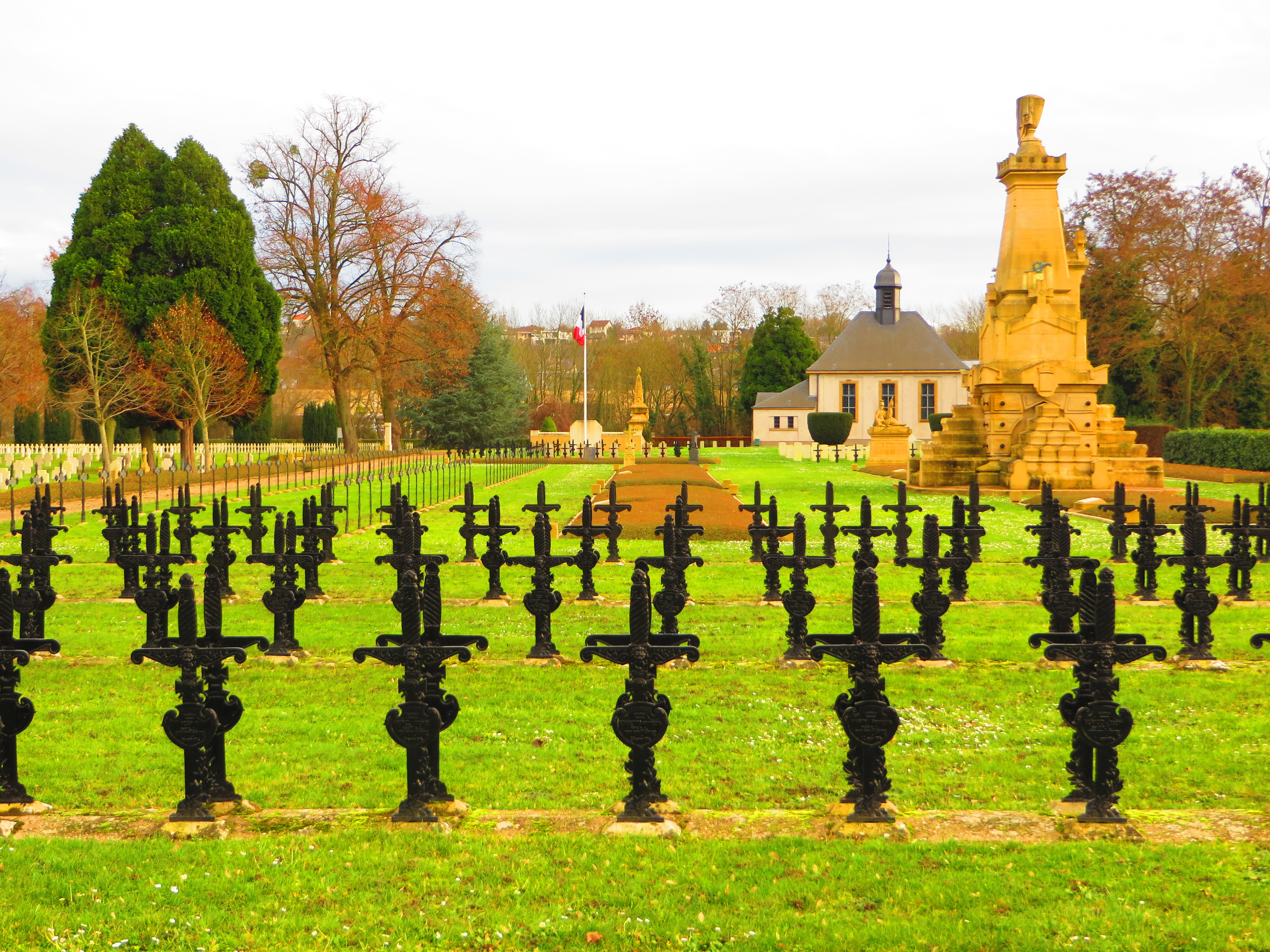